# Castelvispal
Castelvispal es una localidad española del municipio de Linares de Mora, perteneciente a la provincia de Teruel, en la comunidad autónoma de Aragón.

## Geografía
Se sitúa a 12 km de Linares de Mora, aguas abajo del río Linares. 

## Historia
La localidad ya existía antes de la Reconquista, puesto que se cita cuando Alfonso II de Aragón deslinda los términos de Alcalá de la Selva en 1194 y cuando en 1208 Pedro II de Aragón da a la Orden Militar de Alcalá el pueblo de Cuevas de Domingo Arquero (*Castelbispal) indicando fronteras y derechos.

In Christi nomine sit notum cunctis quod nos Petrus Dei gratia, rex Aragonensium et comes Barchinnonensis attendentes multa grata, utilia, et necessaria seruicia, que ordo Silve-Majoris et fratres de Alcala semper michi et terre mee fecerunt et faciunt, ob remedium anime mee omniumque predecessorum meorum ad exaltationem fidei christiane et ad confusionem inimicorum crucis Christi, cum hac presenti scriptura in perpetuum valitura, corde bono et spontanea uoluntate, damus et concedimus et laudamus ad populandum universis fratribus de Alcala presentibus et futuris, locum illum qui dicitur las Covas de Dominico Arquero (*Castelbispal), que sunt subtus castrum de Linars, cum his terminis et affrontationibus inferius scriptis: ex una parte est riuus qui nascitur a radice castelli de la Moschorola et cadit in rivo de Linars, et de alia parte el cerco qui venit de Peñasalba et cadit in eodem rivo de Linars. Ex tertia parte el cabeço qui dicitur de Lacalador los Pardos de ella equa (aqua?) intus stando usque ad illos ermaniellos de Arenos Chielviella, intus stando usque ad portam de Villamalcha, et ex inde usque ad Pennam gulosam ab Ingaluvon de Riuvo intus stando usque ad portum de Abingalbon. Sicut istis terminis et affrontationibus includuntur undique iam dicte Cove. Ita dono et concedo eas predictis fratribus de Alcala et ordini Silve Majoris cum omnibus terminis

En algún texto medieval se escribe Castiel Bispal. Hoy es popularmente conocido como El Vispal. El nombre hace referencia a que pertenecía al obispo de Zaragoza.
El municipio de Castelvispal desapareció en 1971, al ser incorporado al de Linares de Mora.

## Demografía
| Gráfica de evolución demográfica de Castelvispal entre 1842 y 1970 |
| |
| Población de derecho según los censos de población del INE Población de hecho según los censos de población del INEEntre el censo de 1981 y el anterior, este municipio desaparece porque se integra en el municipio 44137 (Linares de Mora) |

## Fiestas
- Santa Quiteria, 22 de mayo.